# Jorge Luis Pila
Jorge Luis Pila (Prága, Csehszlovákia, 1972. augusztus 3. –) kubai színész. Főként telenovellákban szerepel.

## Élete
1972. augusztus 3-án született Prágában, néhány héttel a születése után tért vissza a szüleivel Kubába. 1997-ben kapta meg első szerepét az Al norte del corazón című telenovellában, ekkor ismerte meg Anette Michelt, akit 2001. január 13-án feleségül vett. Házasságuk csak néhány hónapig tartott. 2007.március 27-én született meg a kislánya, Sabrina. Az Aurora forgatásakor ismerte meg Sandra Destenave-t, akivel rövid ideig egy párt alkottak.

## Filmográfia

### Telenovellák
| Év        | Eredeti cím                  | Cím                  | Szerep                     | Magyar hang     |
| --------- | ---------------------------- | -------------------- | -------------------------- | --------------- |
| 1997      | Al norte del corazón         |                      | José Francisco             |                 |
| 1998      | Yacaranday                   |                      | Adrián                     |                 |
| 1999      | Catalina y Sebastián         |                      | Antonio Pérez              |                 |
| 2000      | Ellas, inocentes o culpables |                      | Luis                       |                 |
| 2001      | Secreto de amor              |                      | Lizandro Serrano Zulbarán  |                 |
| 2002      | Súbete a mi moto             |                      | Carlos                     |                 |
| 2003      | Rebeca                       | Rebeca               | Nicolás Izaguirre Zabaleta |                 |
| 2004      | Ángel Rebelde                |                      | José Armando Santibañez    |                 |
| 2005      | Soñar no cuesta nada         | Hazugságok hálójában | Ernesto                    |                 |
| 2006      | Mi vida eres tú              |                      | Carlos                     |                 |
| 2007      | Acorralada                   | Sarokba szorítva     | Diego Suárez               | Szatmári Attila |
| 2008      | Valeria                      |                      | Salvador Rivera            |                 |
| 2009      | Más sabe el Diablo           | Ördögi kör           | Jimmy Cardona              | Szatmári Attila |
| 2010      | ¿Dónde está Elisa?           | Elisa nyomában       | Cristóbal Rivas            | Dányi Krisztián |
| 2010-2011 | Aurora                       | Aurora               | Lorenzo Lobos              |                 |
| 2011      | La Casa de al Lado           | Zárt ajtók mögött    | Matías Santa María Hurtado | Szatmári Attila |
| 2012      | Corazón valiente             | Több mint testőr     | Miguel Valdez              | Élő Balázs      |
| 2012-2013 | La Patrona                   | Az örökség           | Alejandro Beltrán Guerra   | Szatmári Attila |
| 2014      | En otra piel                 |                      | Gerardo Fonsi              |                 |

### Sorozatok
| Év   | Eredeti cím | Cím | Szerep   |
| ---- | ----------- | --- | -------- |
| 2006 | Decisiones  |     | Franklin |

### Webnovellák
| Év   | Eredeti cím | Cím | Szerep |
| ---- | ----------- | --- | ------ |
| 2012 | Secreteando |     |        |

## Fordítás
- Ez a szócikk részben vagy egészben  a   Jorge Luis Pila című angol Wikipédia-szócikk fordításán alapul.  Az eredeti cikk szerkesztőit annak laptörténete sorolja fel. Ez a jelzés csupán a megfogalmazás eredetét és a szerzői jogokat jelzi, nem szolgál a cikkben szereplő információk forrásmegjelöléseként.